# 히란주

히란주

히란주(소말리어: Hiiraan)는 소말리아 중부에 위치한 주로, 주도는 벨레드웨이네이다. 북서쪽으로는 에티오피아와 국경을 맞대고 있고 북동쪽으로는 갈구두드주, 남동쪽과 남쪽으로는 샤벨라하데헤주, 남서쪽으로는 샤벨라하호세주와 인접해 있으며 서쪽으로는 바이주, 바콜주와 인접해 있다.